# المشاغبون (فلم)
المشاغبون هو فيلم مصري عرض عام 1965، بطولة رشدي أباظة ونجوى فؤاد ومحمود المليجي وتوفيق الدقن وثلاثي أضواء المسرح، ومن إخراج محمود فريد.

## قصة الفيلم
عند باب سجن الحضرة، يجتمع ثلاثة من الموسيقيين أمام السجن، ينتظرون خروج صديقهم (أمين) الخارج من السجن، الذي يتوجه لتوه إلى منزل مهجور لمقابلة صديقه (يوسف) زعيم العصابة، ويطلب منه حقه في الجريمة التي دخل من أجلها السجن، يعطيه عشرة آلاف جنيه من الملابس التي سرقها من (نادية)، يطلب منه (يوسف) معرفة مكان النقود التي سرقتها (نادية)، وأن يتقرب إليها، يذهب (أمين) مع زملائه الموسيقيين إلى (نادية) ويطلب منها أن يعملوا معها.

## طاقم التمثيل
- رشدي أباظة: (أمين)
- نجوى فؤاد: (نادية)
- محمود المليجي: (يوسف)
- توفيق الدقن: (رشاد)
- نيللي: (نوال)
- سهير مجدي: (مديحة)
- ثلاثي أضواء المسرح
  - سمير غانم: (عصفور)
  - جورج سيدهم: (بلبل)
  - الضيف أحمد: (عنتر)
- حسين إسماعيل: (محمد جلال - الريجيسير)
- حامد مرسي
- عبد الغني النجدي: (البواب)
- فاروق العباسي
- أحمد مرسي: (من أفراد العصابة)
- إدمون تويما: (الجرسون)
- نصر سيف: (من أفراد العصابة)
- سمير ولي الدين
- فيكتوريا كوهين
- عبد المنعم سعودي
- حسن أنيس
- سمير قطب

## فريق العمل
- إخراج: محمود فريد
- سيناريو وحوار: بهجت قمر، فاروق صبري
- مدير التصوير: كليليو
- مونتاج: فكري رستم
- إنتاج: أفلام إيهاب الليثي
- توزيع: دولار فيلم